# Ваньянь Хэла
Ваньянь Хэла (кит. трад. 完顏合剌), китайское имя Ваньянь Дань (кит. трад. 完顏亶) — третий император чжурчжэньской империи Цзинь.
Ваньянь Хэла был сыном Ваньянь Шэнго — старшего сына основателя империи Цзинь Ваньянь Агуда от жены из рода Танга. У чжурчжэней главенство в роду наследовалось от старшего брата к младшему, поэтому после смерти Агуды престол занял его младший брат Ваньянь Уцимай. Однако в последние годы своей жизни Уцимай изменил порядок престолонаследия, и назначил Хэла своим преемником.
Ваньянь Хэла с детства воспитывался китайскими учителями, умел читать по-китайски и слагать стихи; летописи отмечают, что он «отбросил чжурчжэньский стиль». Когда скончался Ваньянь Уцимай, и в 1135 году 16-летний Хэла взошёл на престол, его кандидатура не очень нравилась ревнителям чжурчжэньской старины, но за спиной маленького мальчика стоял влиятельный генерал Ваньянь Няньхань. Сев на трон, Ваньянь Хэла тут же приступил к революционным преобразованиям, реформировав систему управления государства на китайский манер, убрав чжурчжэньские названия должностей и введя китайские, аналогичные существовавшим в империях Ляо и Сун.
В 1138 году повзрослевший император совершил следующий революционный шаг. Сменив девиз эры правления на «Тяньцзюань» (до этого он правил под оставшимся от дяди девизом «Тяньхуэй»), он ввёл закон о «смене чиновников», в соответствии с которым назначение чиновников на свои посты стало аналогичным тому, как это было в традиционном Китае. Затем император стал вводить новые формы одежды для двора, а глядя на то, как стали иначе одеваться «верхи», стали постепенно менять стиль одежды и более низкие слои населения. Также в 1138 году на основе уже существовавшего к тому времени «большого чжурчжэньского письма» Ваньянь Хэла разработал «малое чжурчжэньское письмо»; при этом, однако, был издан указ о том, что все нации империи — кидани, чжурчжэни и китайцы — имеют право на использование своего собственного письма, и все три языка были объявлены официальными языками делопроизводства.
В 1140 году империя Цзинь отправила войска в очередной поход против империи Южная Сун. Цзиньские войска вторглись в Хэнань и Шэньси. В 1141 году Цзинь и Сун подписали Шаосинский договор, в соответствии с которым Цзинь получила земли к северу от реки Хуайхэ. В этом же году Ваньянь Хэла сменил девиз правления на «Хуантун».
В декабре 1138 года император женился на девушке из рода Бэймань, и в 1142 году у них родился сын Цзиань, объявленный наследником престола. Однако год спустя младенец заболел и умер. Отсутствие наследника сделало императора раздражительным и подозрительным.
Появление императрицы образовало новый центр власти, и вокруг неё стали группироваться те, кто был недоволен совершаемыми императором изменениями и желал возвращения к старым порядкам, однако император пресекал все попытки повлиять на его решения. Когда находившиеся в Хэнани войска подняли бунт, то император казнил сначала потенциальных зачинщиков, а потом — императрицу и её родственников. Императорский род был поставлен на колени, и родственники уже не пытались вмешиваться в управление.
В 1148 году скончался игравший огромную роль в государстве Ваньянь Учжу, и на высшие посты выдвинулся младший брат императора Ваньянь Дигунай. По древним чжурчжэньским обычаям, в случае смерти старшего брата его место должен был занять именно он, а не сын, и Дигунай решил воспользоваться ситуацией. 9 декабря 1149 года он проник во дворец, убил императора и сам занял трон.